# Clarkesville
Clarkesville is een plaats (city) in de Amerikaanse staat Georgia, en valt bestuurlijk gezien onder Habersham County.

## Demografie
Bij de volkstelling in 2000 werd het aantal inwoners vastgesteld op 1248.
In 2006 is het aantal inwoners door het United States Census Bureau geschat op 1602, een stijging van 354 (28,4%).

## Geografie
Volgens het United States Census Bureau beslaat de plaats een oppervlakte van 4,8 km², geheel bestaande uit land. Clarkesville ligt op ongeveer 437 m boven zeeniveau.

## Plaatsen in de nabije omgeving
De onderstaande figuur toont nabijgelegen plaatsen in een straal van 20 km rond Clarkesville.